# Hydropsyche isip
Hydropsyche isip là một loài Trichoptera trong họ Hydropsychidae. Chúng phân bố ở miền Cổ bắc.